# 차오융롄
차오융롄(曹永廉, 조영렴, 본명은 曹永濂, 영문명은 Raymond Cho, 1964년 10월 16일 ~ )은 중화인민공화국 홍콩 특별행정구의 연극배우, 가수, 영화배우, 텔레비전 연기자이다.

## 생애
1984년 연극배우 첫 데뷔하였으며 1987년 뮤지컬 배우 데뷔하였고 1994년 가수로 데뷔하였으며 1995년 영화 《몰유로공적일자(沒有老公的日子)》로 영화배우 데뷔하였고 이어 같은 해 텔레비전 드라마에도 첫 출연하였다.